# MHI Vestas V164

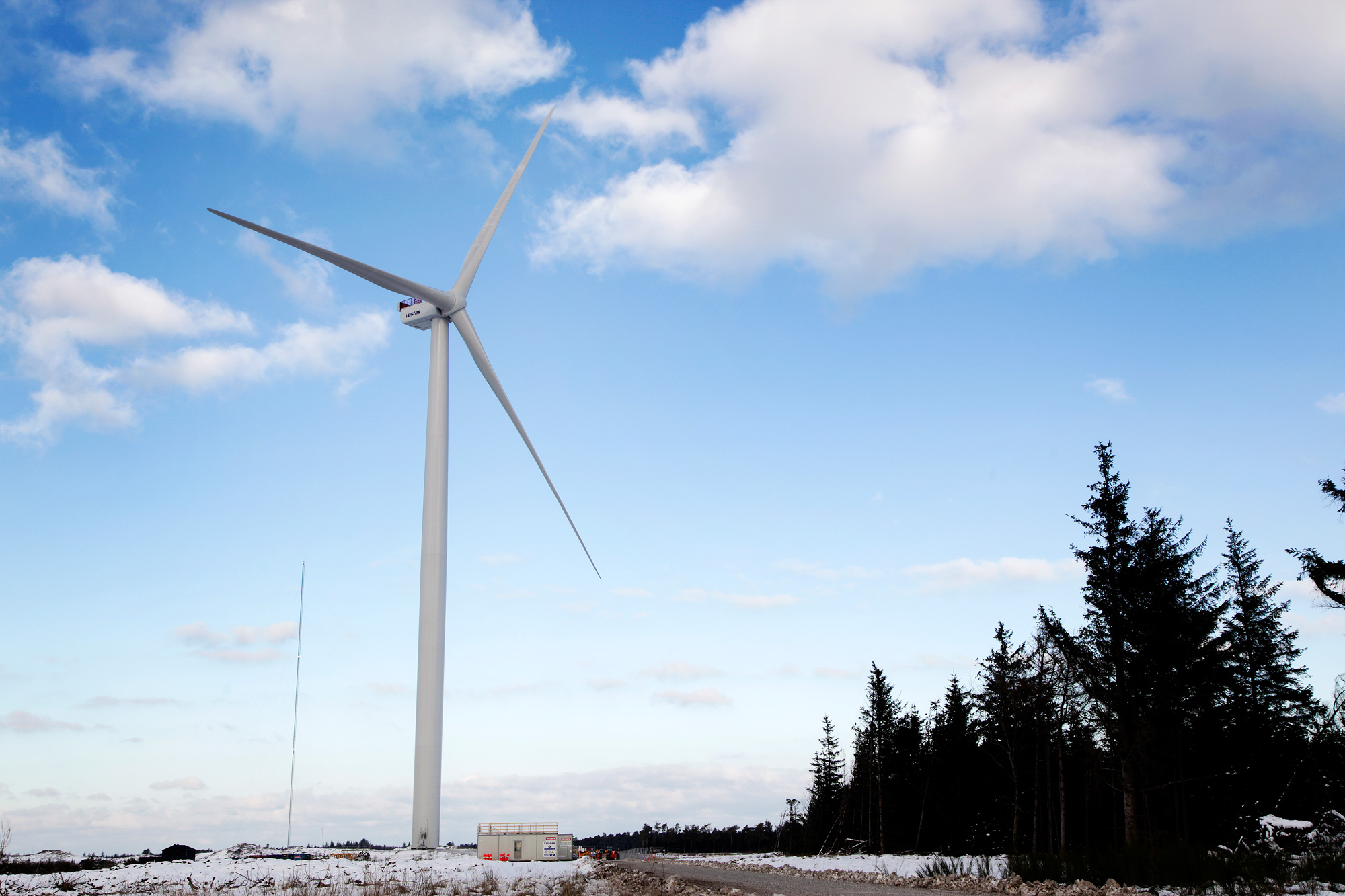
Prototyp der MHI Vestas V164 an Land

Vestas V164 bezeichnet einen für Offshore-Windparks entwickelten Windkraftanlagentyp der Firma MHI Vestas Offshore Wind (bis 31. März 2014: Vestas Wind Systems) mit einem Rotordurchmesser von 164 Metern und einer Nennleistung von 8,0 MW, 9,0 MW, 9,5 MW und 10 MW. Damit war diese Turbine im Mai 2019 der Windkraftanlagentyp mit der höchsten Leistung.
Der im Januar 2014 im dänischen Windkraftanlagentestfeld Østerild auf einem 133 Meter hohen Turm errichtete Prototyp war bis Juni 2016, als in der Verbandsgemeinde Emmelshausen eine 230 m hohe Nordex N131/3300 errichtet wurde, zugleich die höchste Windkraftanlage der Welt. Die Gesamthöhe bis zur Blattspitze in 12-Uhr-Position beträgt 220 Meter. Ende Januar 2014 speiste die Anlage erstmals Strom ins Netz ein.

## Geschichte
Im März 2011 kündigte Vestas den Bau einer neuen Offshore-Windkraftanlage an. Bei einem Rotordurchmesser von 164 Metern sollte die Anlage eine Nennleistung von 7 MW aufweisen. Im Oktober 2012 gab Vestas bekannt, dass man die Leistung auf 8 MW erhöht habe, da man sich davon eine bessere Wirtschaftlichkeit verspreche. Die Plattform sei bereits von Anfang an auch für höhere Leistungen ausgelegt gewesen. Im September 2013 teilte Vestas mit, das Offshoregeschäft aus dem Kerngeschäft auszulagern und gemeinsam mit Mitsubishi Heavy Industries in einem Joint Venture betreiben zu wollen. Die Reorganisation fand am 1. April 2014 statt.
Im Dezember 2014 wurde die V164-8.0 von dem Fachmagazin Windpower Monthly als „Windkraftanlage des Jahres 2014“ in der Klasse Offshore-Windturbinen ausgezeichnet. 2016 wurde auch eine Variante mit einer Nennleistung von 8,3 MW vorgestellt.
Im Januar 2017 wurde eine Variante mit 9 MW Leistung vorgestellt. Zu diesem Zeitpunkt befand sich bereits ein Prototyp, dessen Leistung nachträglich gesteigert wurde, in Betrieb. Im Juni 2017 wurde eine Leistungssteigerung auf 9,5 MW vorgestellt, wofür lediglich Designanpassung am Getriebe sowie am Kühlsystem nötig waren. Im Oktober 2018 wurde die Variante mit 10 MW vorgestellt.

## Technik
| Technische Daten             | V164                              |
| ---------------------------- | --------------------------------- |
| Nennleistung                 | 8.000–10.000 Kilowatt             |
| Einschaltwindgeschwindigkeit | 4 m/s                             |
| Rotordurchmesser             | 164 m                             |
| überstrichene Fläche         | 21.124 m²                         |
| Fläche pro Leistung          | 2.640 m² pro MW                   |
| Drehzahl                     | 4,8–12,1/min                      |
| Leistungsregelung            | Pitch                             |
| Getriebe                     | ja                                |
| Generator                    | Permanentmagnet-Synchrongenerator |
| Netzfrequenz                 | 50 Hertz                          |

Kernbestandteile einer Windkraftanlage sind Gründungstruktur, Turm, Maschinenhaus, Nabe und Rotorblätter sowie Netzanbindung. Gründung und Turm werden je nach Standortbedingungen ortsspezifisch ausgewählt und deswegen im Folgenden ausgeklammert. Die eigentlichen Bestandteile sind Rotorblätter, Nabe und Maschinenhaus.
Die Rotorblätter sind 80 Meter lang und wiegen pro Stück etwa 35 Tonnen. Gefertigt sind sie aus glasfaserverstärktem Kunststoff. Befestigt sind sie an der Nabe, in der ebenfalls der Pitch-Antrieb untergebracht ist, mit dem der Anstellwinkel der Blätter verändert und somit die Leistung geregelt werden kann. Pro Blatt kommen zwei hydraulische Pitchzylinder zum Einsatz.
Das Maschinenhaus der V164 ist quaderförmig und weist bei einer Länge von 20 Metern eine Höhe und Breite von jeweils 8 Metern auf. Um Mechanikern auch während widriger Wetterbedingungen eine vergleichsweise gute Zugänglichkeit zu der Anlage zu ermöglichen, ist es mit einer Hubschrauberplattform ausgestattet. Das Gewicht inklusive Nabe liegt bei etwa 390 Tonnen.
Im Maschinenhaus befindet sich der Triebstrang, der aus Antriebswelle, Kupplung, einem kompakten Planetengetriebe und einem mittelschnell laufenden, permanenterregten Synchrongenerator besteht. Um sicherzustellen, dass vom Rotor möglichst ausschließlich Drehmoment an Getriebe und Generator übertragen wird, ist die Kupplung in einer flexiblen „pure-torque“-Bauart gestaltet. Ebenfalls im Maschinenhaus sind die aus zehn Stellmotoren bestehende Windnachführung sowie die passiv arbeitende Kühlanlage untergebracht.
Zudem finden sich hier große Teile des elektrischen Systems der Anlage. Neben dem Generator, der Wechselspannung von 710 V erzeugt, findet im hinteren Bereich der Gondel ein Gleichrichter Platz, mit dem die Wechselspannung in Gleichspannung umgewandelt wird. Die Gleichspannung, ausgeführt als Zwischenkreis, wird anschließend zu im Turm befindlichen Wechselrichtern geleitet, die daraus zur Netzfrequenz synchrone Wechselspannung für die Einspeisung in das Stromnetz generieren. Mit Hilfe dieses Gleichstromzwischenkreises ist ein aerodynamisch erstrebenswerter drehzahlvariabler Betrieb des Rotors möglich. Ebenfalls im Turm untergebracht sind der Leistungstransformator, welcher der Einspeisung in das Mittelspannungsnetz dient und wahlweise 33 kV bis 35 kV oder 66 kV übertragen kann sowie der Leistungsschalter.
Die Anlage ist für eine Nutzungsdauer von 25 Jahren konzipiert.

## Standort und Ertrag
Die Vestas V164-8.0 ist für Windstandorte der Klasse IEC S mit mittleren Jahreswindgeschwindigkeiten von bis zu 11 m/s bei Turbulenzklasse B zugelassen. Der Ertrag ergibt sich maßgeblich aus der vor Ort erzielten Windgeschwindigkeit in Kombination mit der Windverteilung. Unter Standortbedingungen gibt Vestas pro Anlage einen Jahresenergieertrag im Bereich von 30 Mio. kWh bei 8 m/s bis rund 45 Mio. kWh bei 11 m/s an. 2018 kündigte MHI Vestas an, die Turbinenbaureihe bis 2020 so aufzurüsten, dass sie auch in Taifun-Gebieten mit den dort auftretenden enorm hohen Windlasten eingesetzt werden kann.

## Einsatz

### Prototypen
Der Prototyp der V164-8.0 wurde im Januar 2014 im Windkraftanlagentestfeld Østerild in Dänemark errichtet. Nachdem die Gondel bereits im Dezember auf den Turm gesetzt worden war, wurden am 14. Januar 2014 die Rotorblätter montiert. Die Inbetriebnahme wurde am 28. Januar 2014 bekanntgegeben. 2016 wurde der Prototyp etwas modifiziert und die Nennleistung dabei auf 9 MW gesteigert. Am 1. Dezember 2016 produzierte die Anlage nach dieser Leistungssteigerung 215.999 kWh elektrischer Energie, d. h. speiste 24 Stunden am Stück konstant mit ihrer vollen Nennleistung ins Netz ein.

### Kommerzieller Einsatz
Im Februar 2014 erhielt Vestas einen ersten Auftrag für 32 Windkraftanlagen, die seit 2016 bei der Erweiterung des Offshore-Windparks Burbo Bank zum Einsatz kommen.
Im Juli 2014 gab MHI Vestas bekannt, dass die ersten vier kommerziellen Serienturbinen an einem Onshore-Standort in Westdänemark (Velling Maersk) zum Einsatz kommen sollen. Die Errichtung sollte Mitte 2015 beginnen, mit dem hauptsächlichen Ziel, die Installation sowie die Betriebs- und Wartungsprozeduren der Anlagen zunächst an Land zu testen. Durch Verzögerungen beim Genehmigungsverfahren hat sich MHI Vestas aber inzwischen aus dem Velling-Maersk-Projekt zurückgezogen. Stattdessen wurden zwei Testanlagen im 16-MW-Måde-Projekt unter offshore-ähnlichen Bedingungen an der Küste verwirklicht.
Die erste kommerzielle Offshore-Windkraftanlage wurde im September 2016 bei der Erweiterung des Offshore-Windparks Burbo Bank errichtet.
Mit Stand Januar 2017 lagen feste Bestellungen für den Anlagentyp über insgesamt 1,6 GW vor.
Ende 2020 wurde erstmals eine V164-9.5MW auf einer schwimmenden Plattform errichtet. Damit war diese Anlage die zu diesem Zeitpunkt leistungsstärkste schwimmende Windkraftanlage der Welt.